# (251621) Lüthen
(251621) Lüthen, désignation internationale (251621) Luthen, est un astéroïde de la ceinture principale.

## Description
(251621) Luthen est un astéroïde de la ceinture principale. Il fut découvert le 10 septembre 2009 à l'Observatoire du Teide (téléscope OGS de l'Agence spatiale européenne) par Matthias Busch et Rainer Kresken. Il présente une orbite caractérisée par un demi-grand axe de 2,47 UA, une excentricité de 0,14 et une inclinaison de 7,0° par rapport à l'écliptique.

## Compléments